# EV Zug
EV Zug (celým názvem: Eissportverein Zug) je švýcarský klub ledního hokeje, který sídlí ve městě Zug ve stejnojmenném kantonu. Založen byl v roce 1967 po přesunu Baareru SC z Baaru do Zugu. Švýcarským mistrem se stal Zug v sezóně 1997/98. Od sezóny 1987/88 působí v National League, švýcarské nejvyšší soutěži ledního hokeje. Klubové barvy jsou modrá a bílá.
Své domácí zápasy odehrává v Bossard Areně s kapacitou 7 200 diváků.

## Získané trofeje
- Championnat / National League A ( 3× ): 1997/98, 2020/21, 2021/22

## Účast v mezinárodních pohárech
Zdroj:
Legenda: SP – Spenglerův pohár, EHP – Evropský hokejový pohár, EHL – Evropská hokejová liga, SSix – Super six, IIHFSup – IIHF Superpohár, VC – Victoria Cup, HLMI – Hokejová liga mistrů IIHF, ET – European Trophy, HLM – Hokejová Liga mistrů, KP – Kontinentální pohár
- EHL 1997/1998 – Základní skupina E (3. místo)
- EHL 1998/1999 – Kvalifikační kolo
- ET 2012 – Západní divize (2. místo)
- ET 2013 – Západní divize (7. místo)
- HLM 2014/2015 – Základní skupina H (2. místo)
- HLM 2015/2016 – Základní skupina B (3. místo)
- HLM 2016/2017 – Šestnáctifinále
- HLM 2017/2018 – Osmifinále
- HLM 2018/2019 – Osmifinále
- HLM 2019/2020 – Čtvrtfinále
- HLM 2021/22 – Základní skupina D (3. místo)
- HLM 2022/23 – Semifinále

## Přehled ligové účasti
Zdroj:
- 1967–1969: 2. Liga (4. ligová úroveň ve Švýcarsku)
- 1969–1974: 1. Liga (3. ligová úroveň ve Švýcarsku)
- 1974–1976: National League B Ost (2. ligová úroveň ve Švýcarsku)
- 1976–1977: National League (1. ligová úroveň ve Švýcarsku)
- 1977–1982: National League B Ost (2. ligová úroveň ve Švýcarsku)
- 1982–1983: 1. Liga (3. ligová úroveň ve Švýcarsku)
- 1983–1984: National League B Ost (2. ligová úroveň ve Švýcarsku)
- 1984–1987: National League B (2. ligová úroveň ve Švýcarsku)
- 1987– : National League (1. ligová úroveň ve Švýcarsku)

## Jednotlivé sezóny
| Švýcarsko (1992 – ) |                  |                                                      |                                   |
| Sezona              | Umístění v ZČ    | Play-off                                             | Češi                              |
| 1992/1993           | 5. místo         | Čtvrtfinále Prohra s HC Lugano 1 : 4                 |                                   |
| 1993/1994           | 4. místo         | Semifinále Prohra s Fribourg-Gottéron 1 : 3          | Ladislav Lubina, Vladimír Růžička |
| 1994/1995           | Zlatá medaile    | Finále Prohra s EHC Kloten 1 : 3                     |                                   |
| 1995/1996           | 4. místo         | Semifinále Prohra s SC Bern 1 : 3                    |                                   |
| 1996/1997           | Stříbrná medaile | Finále Prohra s SC Bern 1 : 3                        |                                   |
| 1997/1998           | Zlatá medaile    | Finále Výhra s HC Davos 4 : 2                        |                                   |
| 1998/1999           | 5. místo         | Semifinále Prohra s HC Lugano 1 : 4                  |                                   |
| 1999/2000           | Bronzová medaile | Semifinále Prohra s ZSC Lions 0 : 4                  |                                   |
| 2000/2001           | 4. místo         | Čtvrtfinále Prohra s Kloten Flyers 0 : 4             | Václav Zuna                       |
| 2001/2002           | 7. místo         | Čtvrtfinále Prohra s HC Lugano 2 : 4                 |                                   |
| 2002/2003           | 10. místo        | Ne                                                   |                                   |
| 2003/2004           | 7. místo         | Čtvrtfinále Prohra s SC Bern 1 : 4                   |                                   |
| 2004/2005           | 4. místo         | Semifinále Prohra s ZSC Lions 1 : 4                  |                                   |
| 2005/2006           | 5. místo         | Čtvrtfinále Prohra s SC Rapperswil-Jona Lakers 3 : 4 |                                   |
| 2006/2007           | Bronzová medaile | Semifinále Prohra s SC Bern 1 : 4                    | Kamil Piroš, Michal Grošek        |
| 2007/2008           | 4. místo         | Čtvrtfinále Prohra s HC Davos 3 : 4                  | Michal Grošek                     |
| 2008/2009           | 8. místo         | Semifinále Prohra s Kloten Flyers 0 : 4              |                                   |
| 2009/2010           | Bronzová medaile | Semifinále Prohra s HC Servette Ženeva 2 : 4         |                                   |
| 2010/2011           | 4. místo         | Semifinále Prohra s HC Davos 0 : 4                   |                                   |
| 2011/2012           | Zlatá medaile    | Semifinále Prohra s ZSC Lions 0 : 4                  |                                   |
| 2012/2013           | Bronzová medaile | Semifinále Prohra s SC Bern 3 : 4                    |                                   |
| 2013/2014           | 10. místo        | Ne                                                   |                                   |
| 2014/2015           | 4. místo         | Čtvrtfinále Prohra s HC Davos 2 : 4                  | Michal Řepík                      |
| 2015/2016           | 4. místo         | Čtvrtfinále Prohra s HC Lugano 0 : 4                 |                                   |
| 2016/2017           | Bronzová medaile | Finále Prohra s SC Bern 2 : 4                        |                                   |
| 2017/2018           | Stříbrná medaile | Čtvrtfinále Prohra s ZSC Lions 1 : 4                 |                                   |
| 2018/2019           | Stříbrná medaile | Finále Prohra s SC Bern 1 : 4                        |                                   |
| 2019/2020           | Stříbrná medaile | play-off zrušeno kvůli pandemii covidu-19            | Jan Kovář                         |
| 2020/2021           | Zlatá medaile    | Finále Výhra s HC Servette Ženeva 3 : 0              | Jan Kovář                         |
| 2021/2022           | Zlatá medaile    | Finále Výhra s ZSC Lions 4 : 3                       | Jan Kovář                         |
| 2022/2023           | 6. místo         | Semifinále Prohra s HC Servette Ženeva 1 : 4         | Jan Kovář                         |
| 2023/2024           | 4. místo         | Semifinále Prohra s ZSC Lions 0 : 4                  | Jan Kovář                         |
| 2024/2025           |                  |                                                      | Jan Kovář, Daniel Voženílek       |